# 12. SS-Panzer-Division „Hitlerjugend“

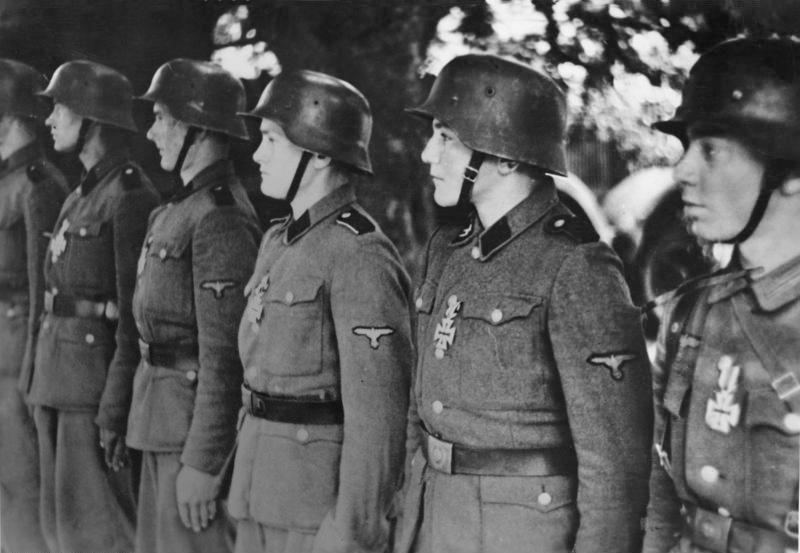
Panzergrenadiere der SS-Panzer-Division Hitlerjugend angetreten zur Auszeichnung mit dem Eisernen Kreuz (Juli 1944)

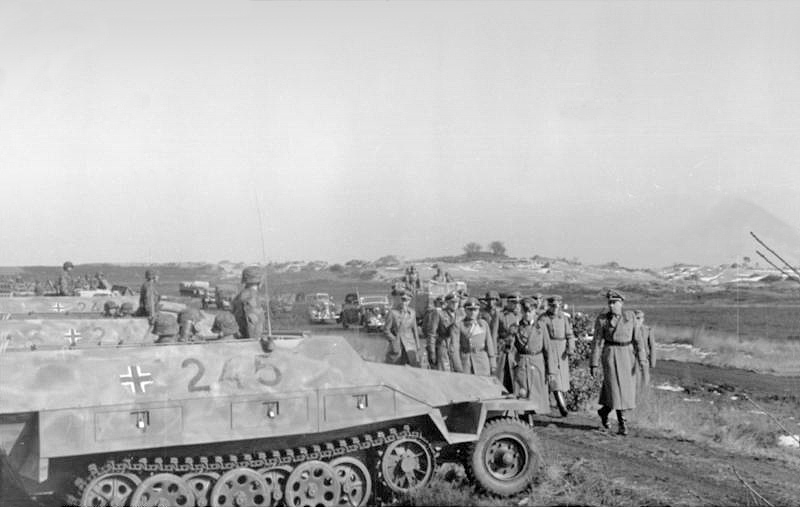
Abschreiten einer Aufstellung von mittleren Schützenpanzern (Sd. Kfz. 251) durch Gerd von Rundstedt im Januar 1944, Aufnahme einer Propagandakompanie.

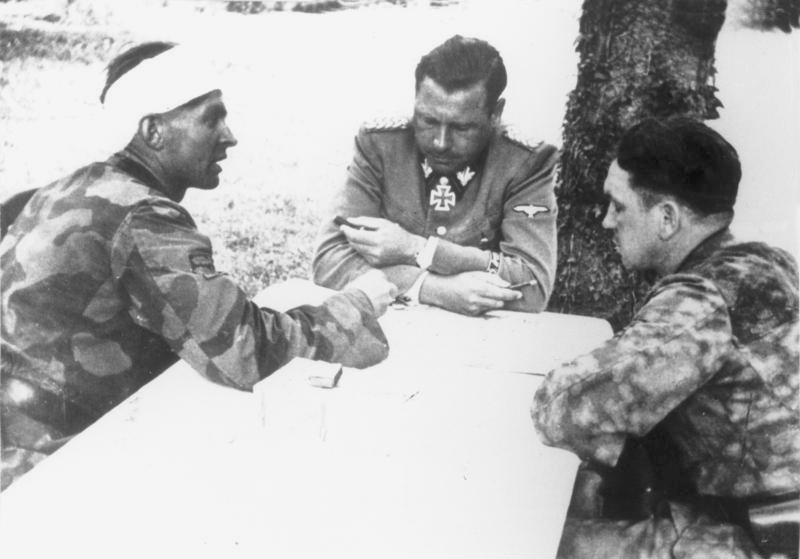
Divisionskommandeur Fritz Witt (Mitte) bei Beratungen mit den Regimentskommandeuren Max Wünsche (mit Kopfverband) und Kurt Meyer an der französischen Front (1944)

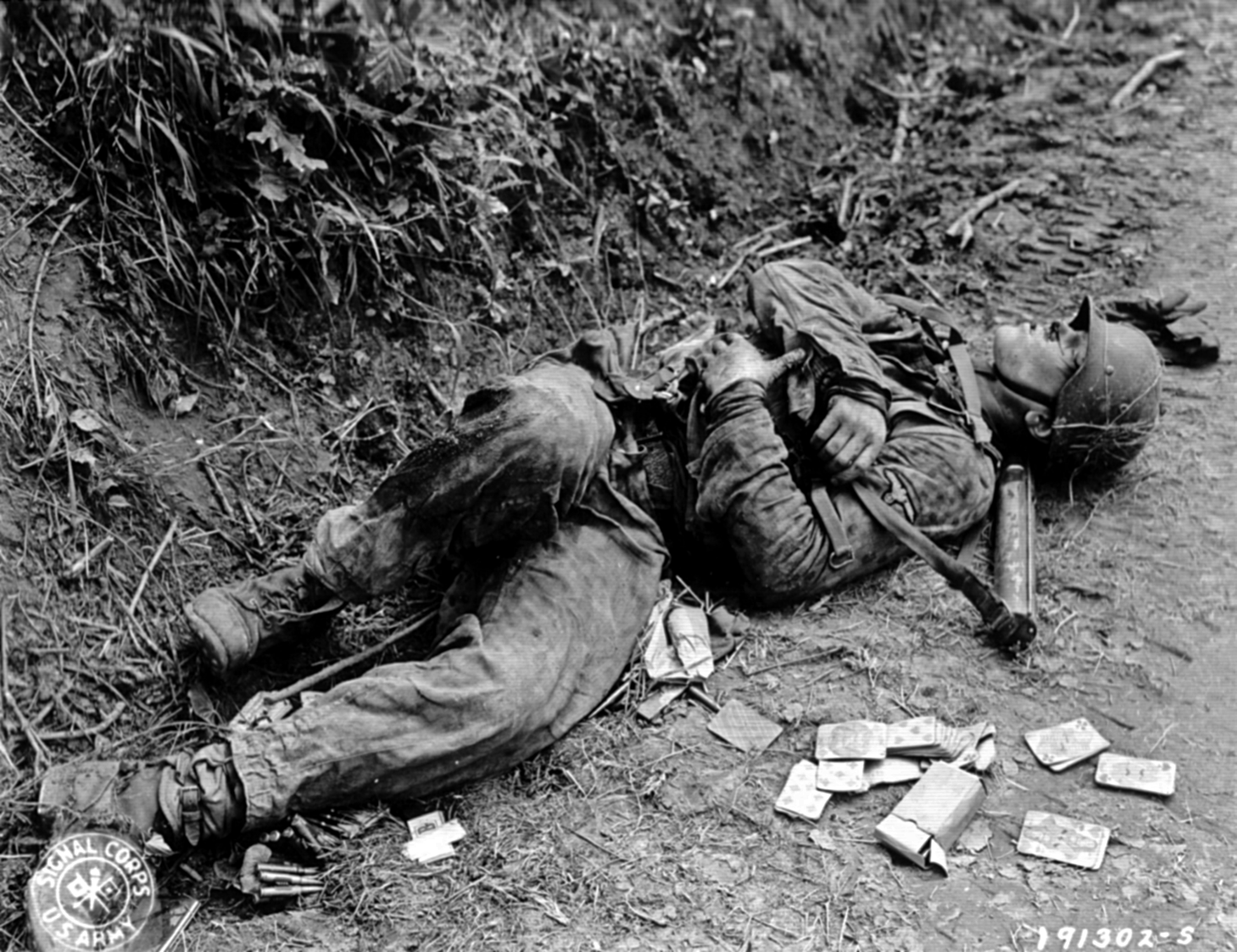
Toter Soldat der 12. SS-Panzer-Division in der Normandie, 19. Juni 1944. Etwa die Hälfte der anfangs 20.000 SS-Soldaten der Division überlebte den Krieg nicht. US Army Signal Corps

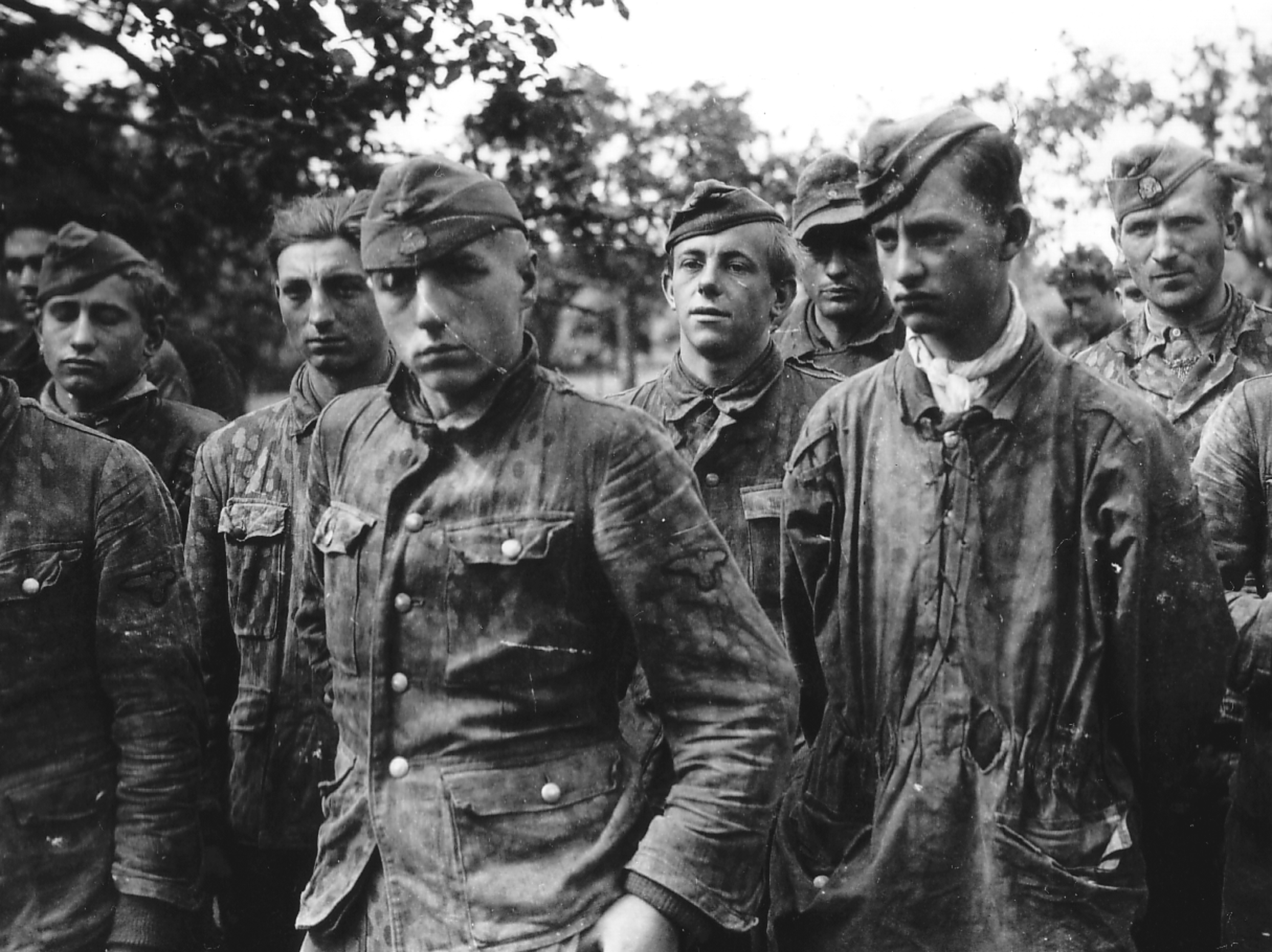
Gefangene Soldaten aus der 12. SS-Panzer-Division in der Normandie.
In den Kämpfen, an denen diese SS-Division beteiligt war, wurden auf beiden Seiten nur wenige Gefangene gemacht. US Army, 1944.

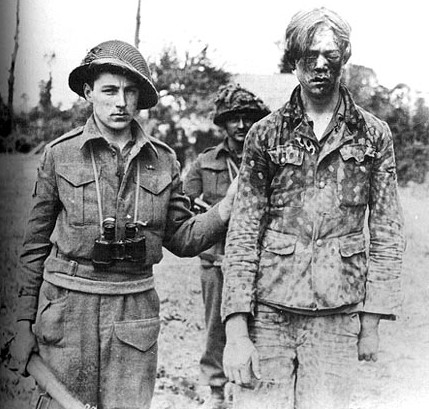
Eine kanadische Aufklärungseinheit hat am 9. August 1944 diesen Soldaten der 12. SS-Panzer-Division gefangen genommen, der sichtbar von den Spuren des Kampfes (möglicherweise bei der Gefangennahme) gezeichnet ist.
Die SS-Soldaten dieser Division galten als „fanatisch kämpfend“ bis zum bitteren Ende. Die Kanadier machten unter ihnen nur wenige Gefangene.

Die 12. SS-Panzer-Division Hitlerjugend war eine im Zweiten Weltkrieg 1943 aufgestellte Panzerdivision der Waffen-SS, die an der West- und Ostfront eingesetzt wurde. Die meisten Soldaten der Division gehörten zum Jahrgang 1926 und waren demnach 1943 mit 17 Jahren aus der Hitlerjugend angeworben worden, deshalb bezeichneten sie die Alliierten auch als „Baby-Division“.

## Geschichte

### Aufstellung und Ausbildung
Im Januar 1943 schlug SS-Gruppenführer Gottlob Berger dem Reichsführer SS Heinrich Himmler vor, eine SS-Division aus Mitgliedern der Hitlerjugend aufzustellen und fand in diesem einen enthusiastischen Fürsprecher. Am 10. Februar 1943 folgte der amtliche Erlass für die Verwendung des Jahrgangs 1926 zur Aufstellung der SS-Division Hitlerjugend. Als Divisionskommandeur bestimmte Himmler den SS-Oberführer Fritz Witt von der 1. SS-Panzer-Division Leibstandarte SS Adolf Hitler, die auch den Kader für die aufzustellenden Einheiten, rund 1000 Mann, stellte. Die Division war von Anfang an als Elitetruppe gedacht. Mittels eines Wettbewerbs wurde das Abzeichen für die neue Einheit, die Siegrune der Hitlerjugend gekreuzt mit dem Dietrich der Leibstandarte (nach ihrem ersten Kommandeur Josef Dietrich), ausgesucht.
Durch die Übernahme eines Kader von der SS-Panzer Division Leibstandarte wurde die Division „Hitlerjugend“ – so der Historiker Peter Lieb – „symbolisch das erste politisch-militärische Kind der ehemaligen Leibgarde Hitlers“. Lieb nennt die Division den „wohl […] am stärksten nationalsozialistisch indoktrinierte[n] Verband der gesamten deutschen Streitkräfte“. Die 1926 geborenen Rekruten waren im NS-Staat aufgewachsen und erzogen worden, kannten nur diese Ideologie und waren bereit, hierfür fanatisch zu kämpfen, so Lieb.
Bis zum 1. September 1943 wurden über 16.000 Mitglieder der Hitlerjugend eingezogen und erhielten eine sechswöchige Grundausbildung. Während der Ausbildung auf dem Truppenübungsplatz Beverloo (Leopoldsburg, Belgien) wurde entschieden, die ursprünglich als Panzergrenadierdivision konzipierte Einheit in eine Panzerdivision umzugliedern und den Namen in SS-Panzer-Division Hitlerjugend zu ändern. Mit der Durchnummerierung der Einheiten der Waffen-SS am 22. Oktober 1943 erhielt die Division dann die Nummer 12, die beiden Panzergrenadier-Regimenter die Nummern 25 und 26.
Im März 1944 war die Division einsatzbereit und wurde in den Raum Caen in der Normandie verlegt, wo sie der Panzergruppe West unterstellt wurde.
Für die Aufstellung der SS-Panzerjäger-Abteilung 12 wurden der Division im April die zu dieser Zeit neuen Jagdpanzer IV zugeteilt. Die ersten 10 Fahrzeuge wurde am 26. April beim Heereszeugamt für den Verband verladen.

### Einsatz in der Normandie
In der Nacht des 6. Juni 1944 begann die Invasion der Normandie durch die Westalliierten. Die 12. SS-Panzer-Division war zusammen mit der 21. Panzer-Division die den Landungsstränden am nächsten gelegenen gepanzerten Reserveeinheiten. Durch die heftigen Luftangriffe alliierter Bomber gestört, gelangte die Division am 6. Juni erst gegen 22:00 Uhr nahe Évrecy erstmalig zum Einsatz.
Am 7. Juni wehrte das SS-Panzergrenadier-Regiment 25 unter SS-Standartenführer Kurt Meyer („Panzermeyer“) zusammen mit der II. Abteilung / SS-Panzer-Regiment 12 einen Angriff der einen Tag vorher am Juno Beach angelandeten und nun etwa bis 20 km landeinwärts vorgerückten kanadischen Truppen ab.
Im Zuge dieses Einsatzes und in der Folgezeit ermordeten Angehörige der Division mindestens 187 kanadische Kriegsgefangene. Es war der größte und bekannteste Fall von Kriegsverbrechen während der Kämpfe in der Normandie. Allerdings wurde auch von der kanadischen Seite der Kampf mit äußerster Härte geführt. In der jüngeren Literatur werden auch regelmäßige Tötungen von gefangenen Angehörigen der Waffen-SS durch die kanadischen Streitkräfte dokumentiert.
Am 8. Juni erreichte das SS-Panzergrenadier-Regiment 26 unter Befehl von SS-Obersturmbannführer Wilhelm Mohnke eine Position westlich des SS-Panzergrenadier-Regiment 25. Das Regiment stieß Richtung Norrey-en-Bessin vor und besetzte das strategisch wichtige Dorf. Von Caen kommend gingen die I. Abteilung / SS-Panzer-Regiment 12 in der Nacht vom 8. auf den 9. Juni entlang und auf der N13 in Richtung Bayeux nach Nordwesten vor. Als der führende Panzerkampfwagen V beim Angriff auf die alliierten Truppen in den Ort Bretteville-l’Orgueilleuse rollte, wurde er nahe des Ortszentrums zerstört. Damit gilt dieses fotografisch dokumentierte, zerstörte Fahrzeug der Division als erstes zerstörtes Fahrzeug dieses Typs in der Normandie-Schlacht. Im Morgengrauen zogen sich die deutschen Angriffstruppen auf einen Hügel beim Ort Rots zurück.
Vom 13. auf den 14. Juni wurde das Divisionshauptquartier in Venoix von den schweren Schiffsgeschützen der Royal Navy getroffen. Zu den Verlusten dieses Tags zählte auch der Divisionskommandeur Fritz Witt. Seinen Platz nahm der Führer des SS-Panzergrenadier Regiment 25, Kurt Meyer ein, der nunmehr im Alter von 33 Jahren zum jüngsten Divisionskommandeur des Zweiten Weltkrieges wurde.
Am 22. Juni wurde vom Heereszeugamt ein zweiter Transport mit 11 Jagdpanzern IV für die SS-Panzerjäger Abteilung 12 auf der Schiene auf den Weg gebracht.

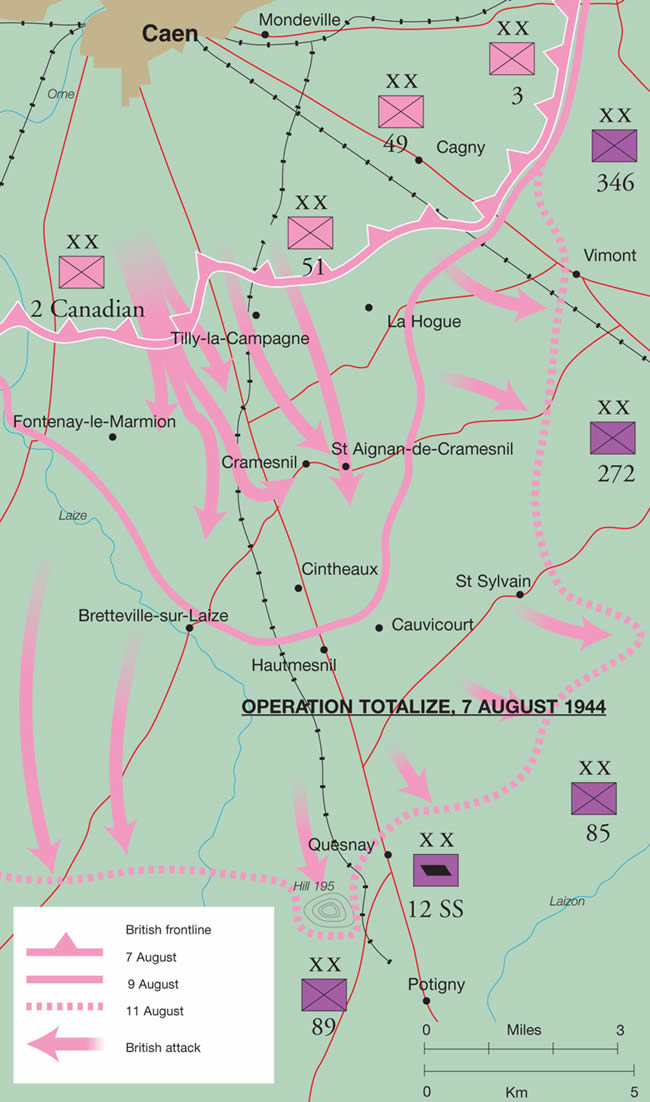
Karte der Operation Totalize

Vom 7. bis 10. August fand die Operation Totalize statt.
In der ersten Juli-Woche erlitt die Division durch die vorrückenden Alliierten große Verluste. Kurt Meyer ignorierte daraufhin den Befehl, die Nordlinie von Caen zu halten, und zog mit dem Rest seiner Truppe in Richtung Süden ab. Die Panzer-Division hatte zu diesem Zeitpunkt 4000 Tote, 8000 Verwundete und zahlreiche Vermisste zu beklagen.

### Der Rückzug
In den kommenden Wochen zog sich die Division bis zur französisch-belgischen Grenze zurück. Bis September war die Truppe auf 2000 Mann geschrumpft. Kurt Meyer wurde am 6. September von belgischen Partisanen gefangen genommen, woraufhin SS-Obersturmbannführer Hubert Meyer das Kommando übernahm.
Am 21. Oktober 1944 verließ ein Transport mit 21 neuen Panzer IV/70 (V) für die Wiederaufstellung der SS-Panzerjäger Abteilung 12 der Division das Heereszeugamt.
Im November wurde die Division nach Nienburg verlegt, wo sie nach der De-facto-Vernichtung wieder aufgestellt werden sollte. Meyer wurde durch SS-Obersturmbannführer Hugo Kraas abgelöst. Unter seiner Führung wurde die Division der 6. Panzerarmee unter SS-Oberstgruppenführer Sepp Dietrich für die Ardennenoffensive unterstellt.

### Ardennen-Offensive

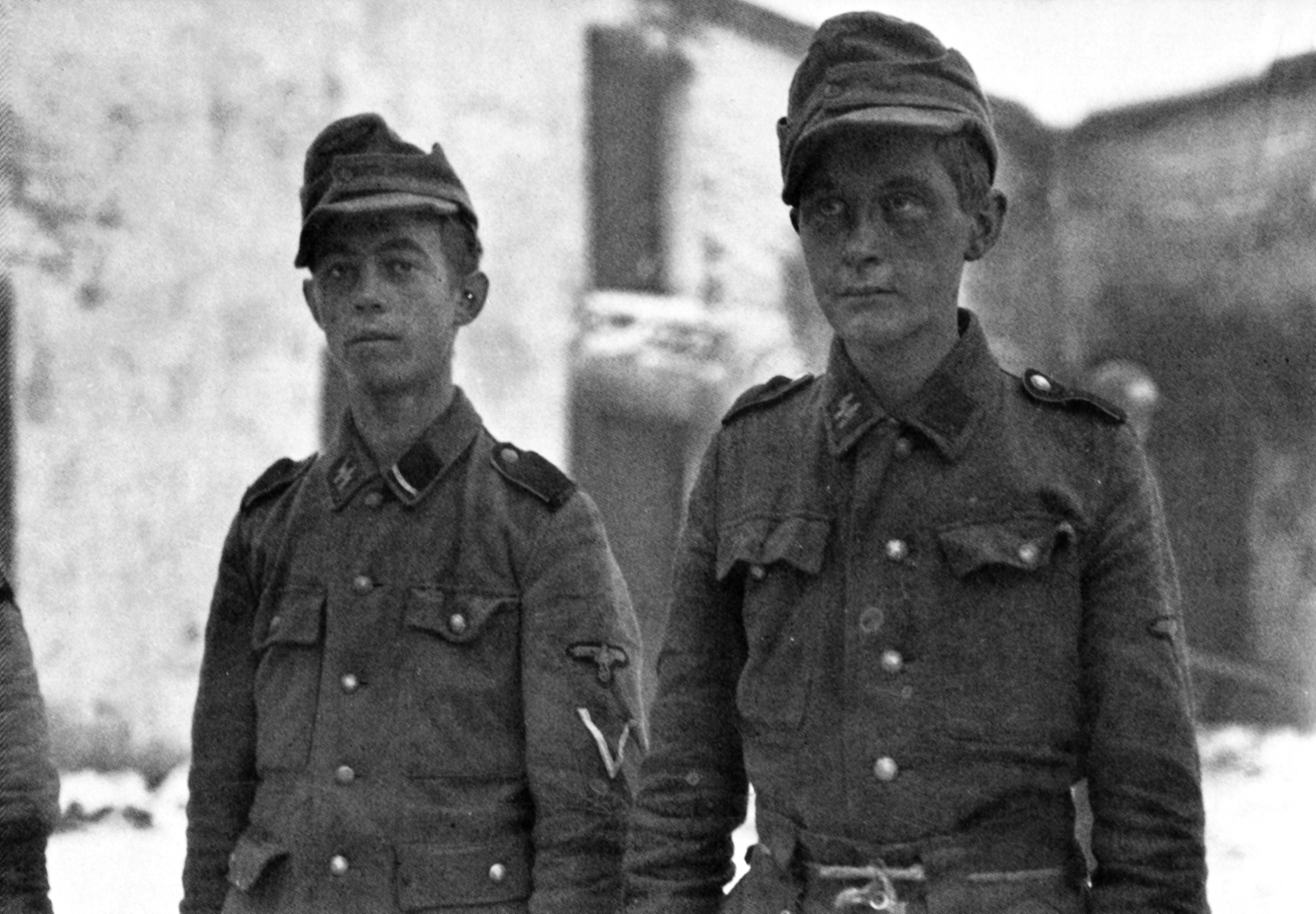
Zwei sehr junge Soldaten der 12. SS-Division, Gefangene der US Army, Magerotte/Bastogne, Dezember 1944

Die Operation, die am 16. Dezember 1944 begann, blieb aus verschiedenen Gründen schnell stecken. Trotz intensiver Bemühungen gelang es nicht, die Front der amerikanischen Verteidiger zu durchbrechen. Die Division wurde in die Schlacht um Bastogne geschickt. Bis zum 18. Januar 1945 wurde die Division (ähnlich wie die anderen deutschen Einheiten) auf ihre Ausgangsposition zurückgedrängt.

### Ungarn und Österreich

#### Schlacht um Budapest
Am 20. Januar 1945 wurde die 6. Panzer-Armee nach Westungarn verlegt, um Budapest zu entsetzen, wo 45.000 Mann des IX. Waffen-Gebirgs-Korps der SS eingekesselt waren. Die Division erreichte die Stadt im Februar nur wenige Tage vor ihrem Fall. Sie kämpfte dabei an einem Brückenkopf in der Stadt Esztergom an der Donau. Dieser wurde Ende des Monats zerschlagen.

#### Operation Frühlingserwachen
Als Nächstes sollte die Division an der Operation Frühlingserwachen teilnehmen, eine Operation, um die ungarischen Ölfelder zurückzugewinnen. Hitler war bemüht, die Aktion geheim zu halten, und verbot, das Schlachtfeld vor dem Angriff aufzuklären. Nach anfänglichen Erfolgen wurde die Operation nach einem sowjetischen Gegenangriff abgebrochen.

### Kapitulation
Bis Mitte März wurde die Division bis Wien zurückgedrängt und ergab sich in Österreich amerikanischen Truppen.

## Verluste
Die 12. SS-Panzer-Division „Hitlerjugend“ bestand aus jungen Rekruten, die im Nationalsozialismus mit seiner Ideologie aufgewachsen waren. Deshalb galten diese Soldaten als besonders fanatische Kämpfer, die für den Führer bis zum Tode kämpften, auch grausame Befehle bereitwillig ausführten und gegenüber ihren Feinden kein Pardon kannten, also Kriegsverbrechen begingen. Sie waren beim Gegner verhasst und wurden selbst Opfer von Kriegsverbrechen. Von den etwa 20.000 überwiegend erst 17 Jahre alten Soldaten, aus denen 1943 die Division aufgestellt wurde, überlebte etwa die Hälfte den Krieg nicht.

## Kriegsverbrechen

### Massaker von Ascq
Während der Verlegung der Division wurden in der Nacht vom 1. zum 2. April 1944 nahe des Ortes Ascq ein Sprengstoffanschlag auf einen Eisenbahntransport mit Angehörigen von drei Kompanien der SS-Panzer-Aufklärungs-Abteilung 12 verübt. Hierbei waren zwei oder drei Waggons zum Entgleisen gebracht worden. Über mögliche Opfer bei der Division liegen keine Angaben vor.
Wie von den deutschen Streitkräften im Osten und Westen überall praktiziert, wurden anstelle der kurzfristig nicht zu ergreifenden Täter willkürlich im Ort Ascq männliche Einwohner im Alter von 17 bis 50 zusammengetrieben und teilweise unmittelbar oder später an den Bahngleisen getötet. Die von deutscher Seite als Vergeltungsmaßnahme bezeichnete Ermordung von 86 Zivilisten wird heute als Massaker von Ascq bezeichnet. Die Vorgänge wurden durch das Eintreffen deutscher Feldgendarmerie beendet und dokumentiert. Nach dem Krieg wurden 9 Divisionsangehörige durch ein französisches Militärgericht zum Tode verurteilt, die Urteile wurden jedoch nicht vollstreckt, sondern in lange Haftstrafen umgewandelt.

### Massaker in der Abbaye d’Ardenne
Kurz nach der Landung der Alliierten begannen die Kämpfe der Divisionstruppen mit kanadischen Verbänden. Es wurden anfangs mehrere hundert Kanadier gefangen genommen. Schon am 7. Juni 1944 erschossen Mitglieder der Division an verschiedenen Orten Gefangene. Insgesamt wurden mindestens 187 der kanadischen Gefangenen erschossen. Einige Erschießungen fanden wohl unmittelbar nach Befragungen im Hauptquartier des SS-Panzergrenadier Regiment 25 in einer Abtei etwa zwei bis drei Kilometer nordwestlich von Caen statt, diese Vorgänge werden als Massaker in der Abbaye d’Ardenne bezeichnet.
Vor Ort war u. a. der Kommandeur des SS-Panzergrenadier Regiment 25 und spätere Divisionskommandeur Standartenführer Kurt Meyer, der Kommandeur II. Bataillon / SS-Panzergrenadier Regiment 26, Sturmbannführer Bernhard Siebken, und dessen Ordonnanzoffizier Untersturmführer Dietrich Schnabel. Siebken und Schnabel wurden durch ein britisches Militärgericht zum Tode verurteilt. Diese Urteile wurde am 20. Januar 1949 vollstreckt. Auch Kurt Meyer wurde wegen dieser eindeutigen Verstöße gegen das Kriegsrecht vor ein kanadisches Militärgericht gestellt. Im Dezember 1945 zur Todesstrafe verurteilt, wurde diese Strafe kurze Zeit später in lebenslange Haft umgewandelt. 1954 wurde Kurt Meyer entlassen.
Andere möglicherweise in dieses Kriegsverbrechen verwickelte Offiziere wurden nie belangt, so der Kommandeur des SS-Panzer Regiment 26 und spätere Kommandeur der 1. SS-Panzer-Division „Leibstandarte SS Adolf Hitler“, Obersturmbannführer Wilhelm Mohnke, der Kommandeur III. Bataillon / SS-Panzergrenadier Regiment 25, Obersturmbannführer Karl-Heinz Milius, und der Kommandeur der SS-Panzer-Aufklärungs-Abteilung 12, Sturmbannführer Gerhard Bremer.

### Blutbad in Tourouvre
Angehörige der 12. SS-Panzerdivision Hitlerjugend werden auch für ein Kriegsverbrechen in Tourouvre verantwortlich gemacht. Am 13. August 1944 hatten Männer der Waffen-SS 18 Männer im Ort hingerichtet und anschließend Gebäude der Hauptstraße des Ortes in Brand gesteckt. Die SS-Panzer-Aufklärungs-Abteilung 12 war zu diesem Zeitpunkt in dieser Gegend im Einsatz.

### Weitere Kriegsverbrechen
Die Angehörigen der Division sollen auch im späteren Kriegsverlauf an der Ermordung weiterer Gefangener, darunter ein US-Fallschirmjäger auf deutschem Gebiet, beteiligt gewesen sein.

## Das Denkmal für die Waffen-SS in Marienfels
1971 war ein Denkmal für die 1. SS-Panzer-Division Leibstandarte SS Adolf Hitler und die 12. SS-Panzer-Division Hitlerjugend in Marienfels errichtet worden.
2001 wurde der Pachtvertrag durch die Gemeinde nicht verlängert. Seit 2003 war das Denkmal Zielort mehrerer rechtsextremer Kundgebungen und Aufmärsche. Unbekannte haben es 2004 wieder zerstört. Anfang 2006 geriet das eingelagerte Denkmal erneut in die Schlagzeilen, als ein geplanter Wiederaufbau auf dem Privatgrundstück des Neonazis Thorsten Heise in Fretterode bekannt wurde.

## Gliederung
1944 umfasste die Division folgende Einheiten:
- SS-Panzergrenadier-Regiment 25
- SS-Panzergrenadier-Regiment 26
- SS-Panzer-Regiment 12
- SS-Panzerartillerie-Regiment 12
- SS-Aufklärungs-Abteilung 12
- SS-Panzerjäger-Abteilung 12
- SS-Werfer-Abteilung 12
- SS-Flak-Abteilung 12
- SS-Panzerpionier-Bataillon 12
- SS-Panzernachrichten-Abteilung 12
- SS-Instandsetzungs-Abteilung 12
- SS-Nachschubtruppen 12
- SS-Wirtschafts-Bataillon 12
- SS-Kriegsberichter-Zug (mot.) 12
- SS-Feldgendarmerie-Kompanie/Trupp 12
- SS-Feldpostamt (mot) 12
- SS-Sanitäts-Abteilung 12

## Kommandeure
- 24. Juni 1943 bis 16. Juni 1944: der spätere SS-Brigadeführer und Generalmajor der Waffen-SS Fritz Witt
- 16. Juni bis 6. September 1944: SS-Oberführer Kurt Meyer
- 6. September bis 24. Oktober 1944: SS-Sturmbannführer Hubert Meyer (interimistisch als Ia der Division)
- 24. Oktober bis 13. November 1944: SS-Brigadeführer Fritz Kraemer
- 13. November 1944 bis 8. Mai 1945: SS-Standartenführer Hugo Kraas

## Bekannte Divisionsangehörige
- Kurt Budäus (1908–1963), war ein Politiker, der für die NSDAP von 1943 bis 1945 im Reichstag saß
- Friedhelm Busse (1929–2008), war bis zu ihrem Verbot, Vorsitzender der rechtsextremen Freiheitlichen Deutschen Arbeiterpartei
- Bernhard Fischer-Schweder (1904–1960), war ein verurteilter Kriegsverbrecher
- Bernhard Heisig (1925–2011), war ein deutscher Maler
- Heinz Heitzer (1928–1993), war ein marxistisch-leninistischer Historiker
- Walter Hauck (1918–2006), war ein verurteilter Kriegsverbrecher
- Heinz-Hugo John (1904–1944), war ein Politiker, der für die NSDAP von 1932 bis 1944 im Reichstag saß
- Wilhelm Kos (1910–1995), war ein österreichischer Politiker der für die FPÖ von 1959 bis 1966 im Nationalrat saß
- Fritz Kramer (1900–1959), war ein verurteilter Kriegsverbrecher
- Rudolf Kreis (1926–2016), war ein Literaturwissenschaftler
- Hans Joachim Mallach (1924–2001), war ein Gerichtsmediziner
- Kurt Meyer (1910–1961), war ein verurteilter Kriegsverbrecher
- Ludwig Ruckdeschel (1907–1986), war ein verurteilter Kriegsverbrecher
- Richard Schulze-Kossens (1914–1988), war ein Autor
- Herbert Walther (1922–2003), war ein Autor

## Weiterführende Literatur
- Arthur Gullachsen: The Night of the Panthers: The Assault of Kampfgruppe Meyer/Wünsche on Bretteville-l'Orgueilleuse, 8/9 June 1944., Canadian Military History. 2021, Vol. 30 Issue 1, p1-38. 38p.